# Моншау
Моншау (нім. Monschau до 1918 року — Монжуа фр. Montjoie) — місто в Німеччині, знаходиться в землі Північний Рейн-Вестфалія. Підпорядковується адміністративному округу Кельн. Входить до складу району Аахен.
Площа — 94,620 км2. Населення становить 11 686 ос. (станом на 31 грудня 2020).
Місто відоме сімейним виробництвом гірчиці з 1882 року. На сьогодні виробництво відбувається на гірчичному млині Моншау (нім. Senfmühle Monschau), що є пам'яткою де проводяться екскурсії.

## Географія
Місто розташоване на пагорбах Північного Айфеля, в межах природного парку Hohes Venn-Eifel у вузькій долині річки Рур.Історичний центр міста має багато збережених фахверкових будинків, а вузькі вулички залишилися майже незмінними протягом 300 років, що робить місто популярним туристичним об'єктом і в наші дні. 
Щорічно в Бург-Моншау проводиться фестиваль класичної музики просто неба. Історично основною галуззю промисловості міста були суконні фабрики.

## Галерея

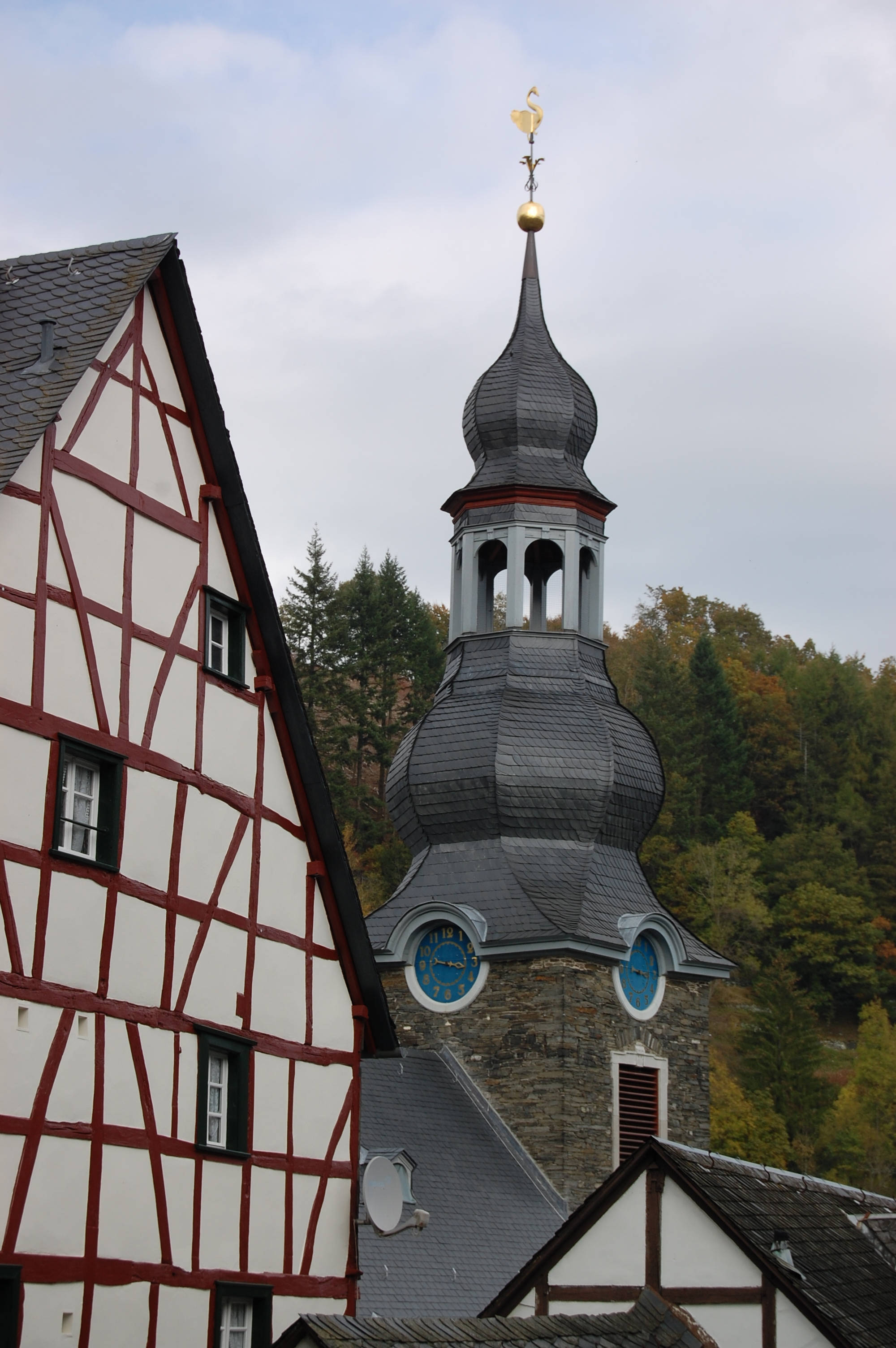
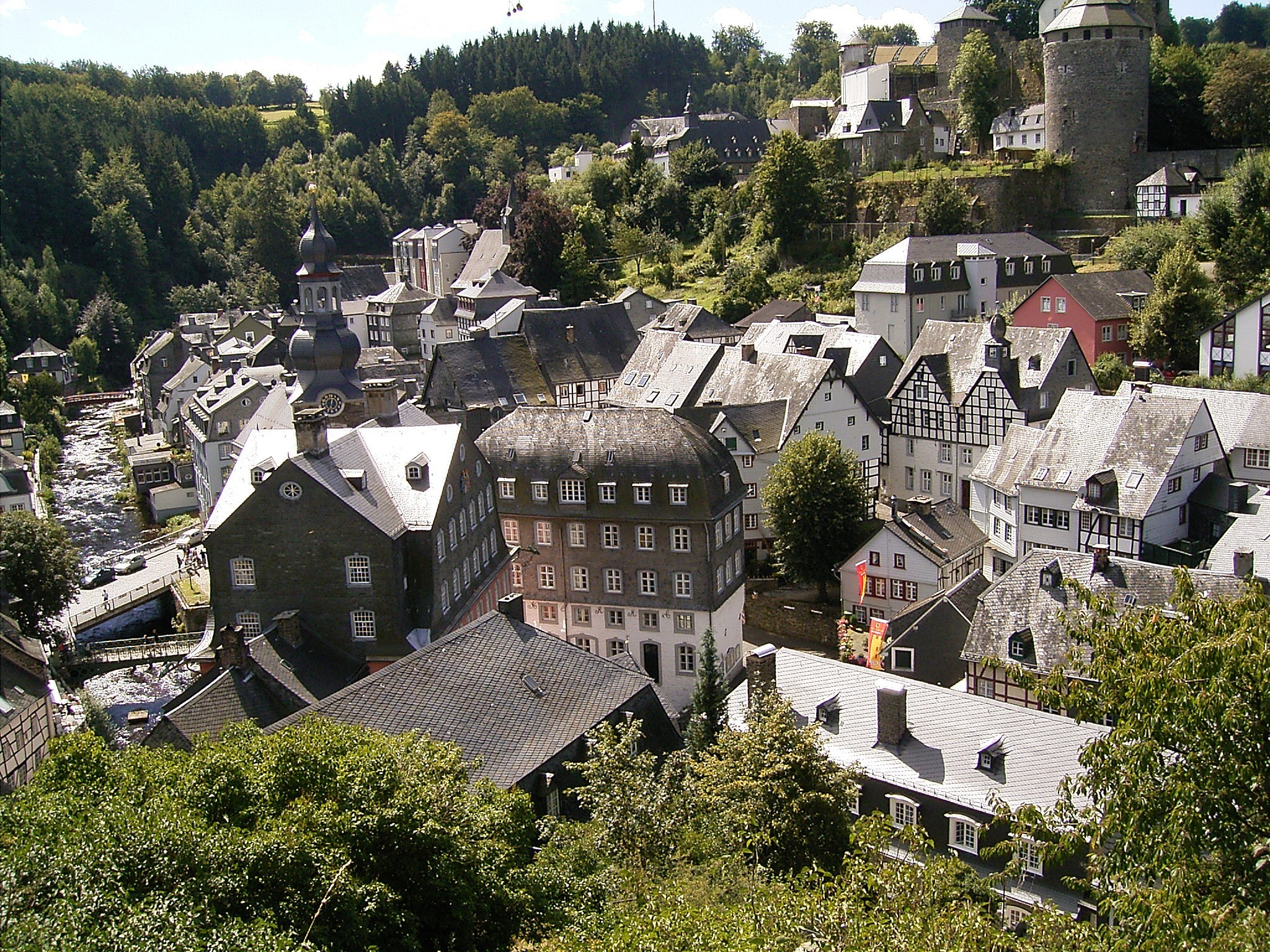
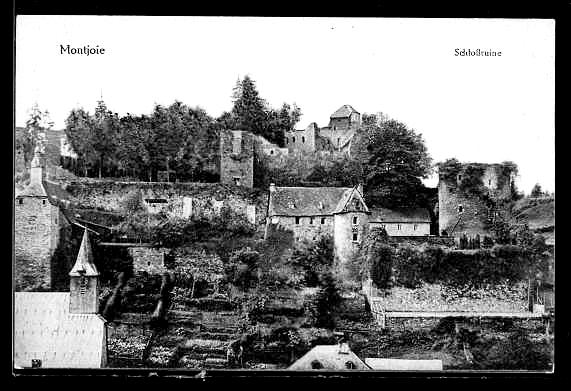
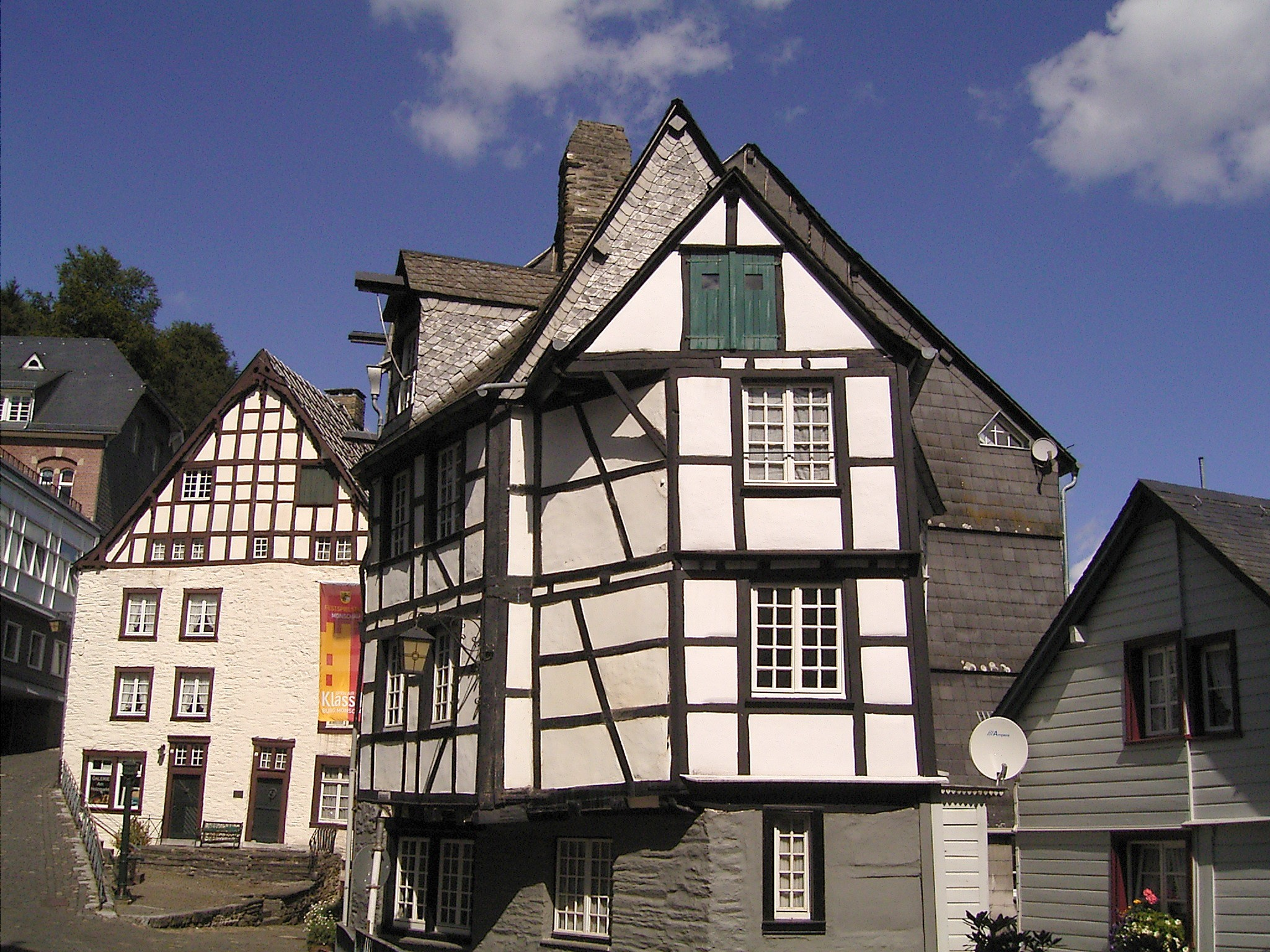
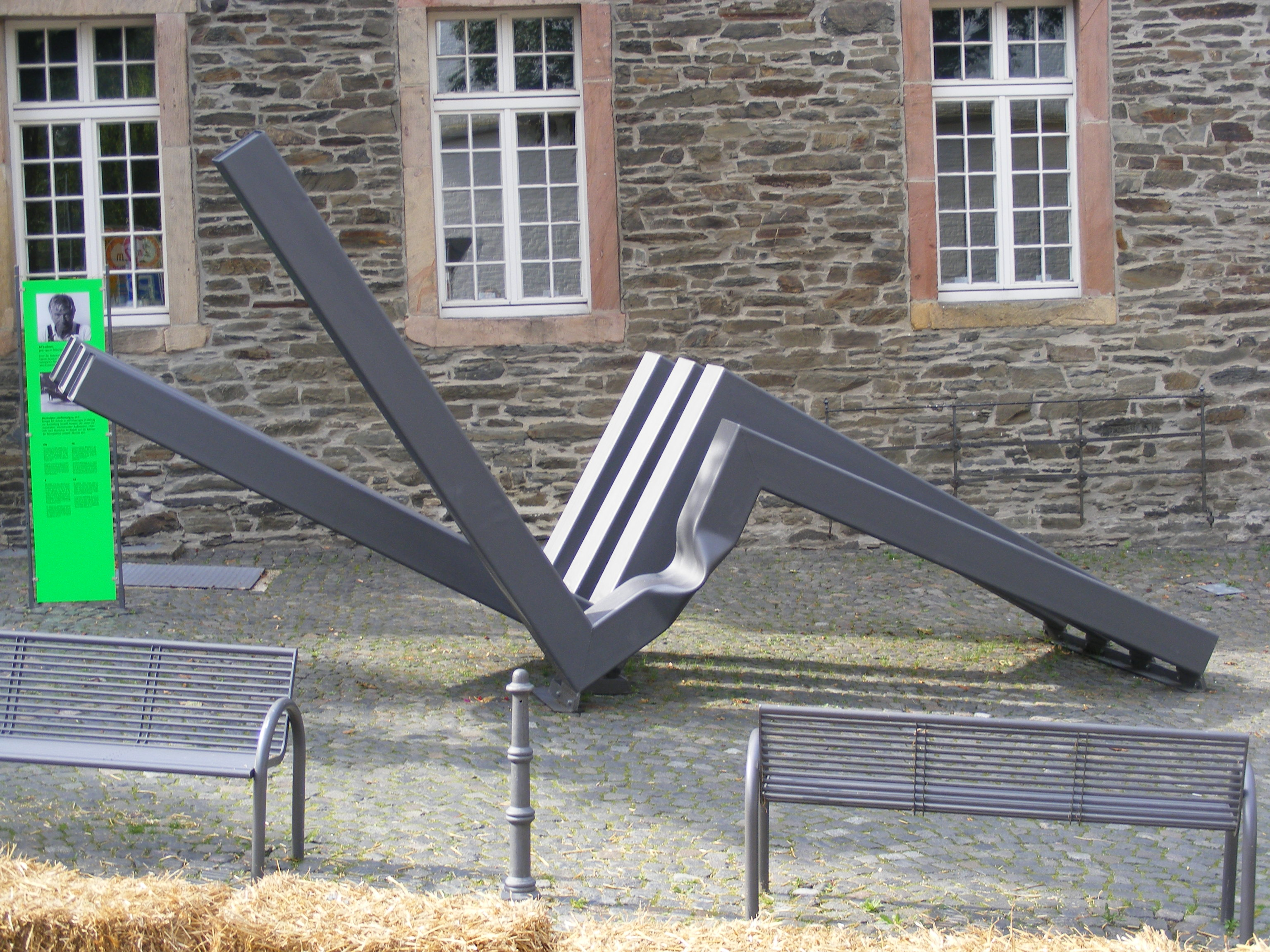
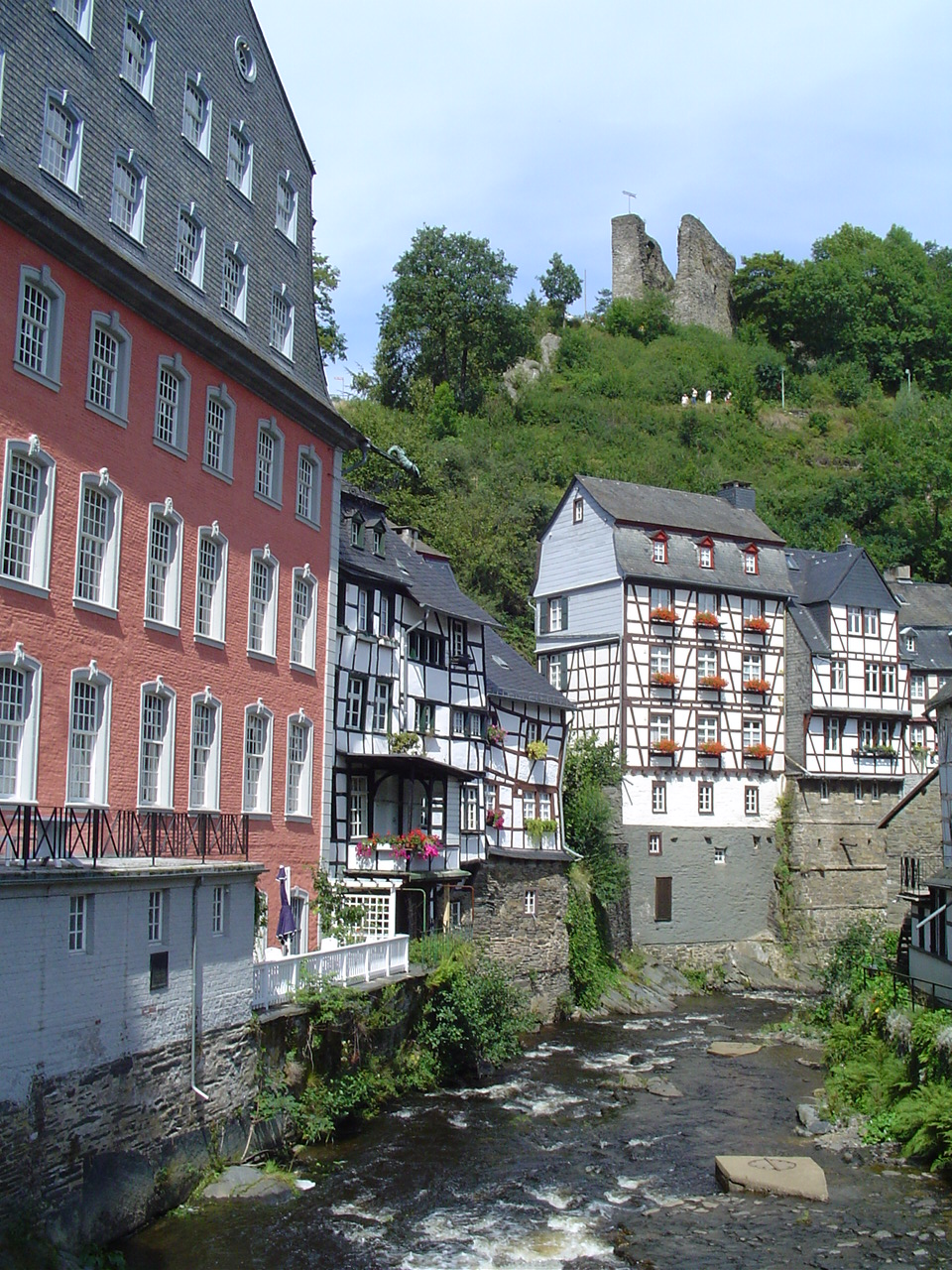